# À vendre à louer
À vendre à louer est une ancienne entreprise devenue, depuis 2019, une marque de Leboncoin, spécialisée dans la diffusion d'annonces immobilières de professionnels en ligne.

## Histoire
À vendre à louer est créée en 1986, suivent, deux ans plus tard, la création de leurs services minitel 3615 AVENDRE et 3615 ALOUER puis, en 1993, le lancement du titre de presse À vendre à louer et enfin, encore deux ans plus tard, le lancement du site web[réf. nécessaire].
En mai 2007, la marque est rachetée par le groupe PriceMinister. À cette occasion est immatriculée la société À Vendre À Louer.
L'année 2009 marque la fin du journal papier. La marque intègre ensuite le groupe Solocal en 2011. Le 3 février 2014, la société est fusionnée avec Solocal.
En 2016, le chiffre d'affaires du site était estimé à 10 millions d'euros.
En octobre 2017, Solocal annonce la cession de la marque À vendre à louer au spécialiste du commerce en ligne Leboncoin,,.
Le 30 avril 2019, Leboncoin, devenu seul actionnaire de la société, décide d'une dissolution sans radiation. Le patrimoine de la société CityOne est transmis à la société LBC France et la société CityOne est radiée du Registre du commerce et des sociétés de Paris. À vendre à louer devient une marque commerciale de LBC France.